# Losacio
Losacio – gmina w Hiszpanii, w prowincji Zamora, w Kastylii i León, o powierzchni 21,67 km². W 2011 roku gmina liczyła 125 mieszkańców.